# Ballinrobe GAA
Il Ballinrobe GAA è un club della Gaelic Athletic Association che rappresenta la cittadina di Ballinrobe, nel sud della contea di Mayo. La squadra prende parte ai tornei della contea sia a livello di calcio gaelico che di hurling e proprio in quest'ultimo che nel Mayo è meno popolare, ha ottenuto i maggiori successi, grazie alla conquista di tre titoli della contea nel 1973, 1976 e 1977. Donal Vaughan, difensore della squadra intercounty del Mayo è tesserato proprio a Ballinrobe.

## Sito
http://ballinrobegaaclub.com/